# 默恩呂克
默恩呂克，是大哥德堡附近的一个小鎮，在瑞典西约塔兰省海吕达市镇内，为该市镇的行政中心。在2010年，默恩呂克人口有15,608人。该小鎮的市区橫跨两个市镇，另外一个市镇是默恩达尔市镇。

## 历史

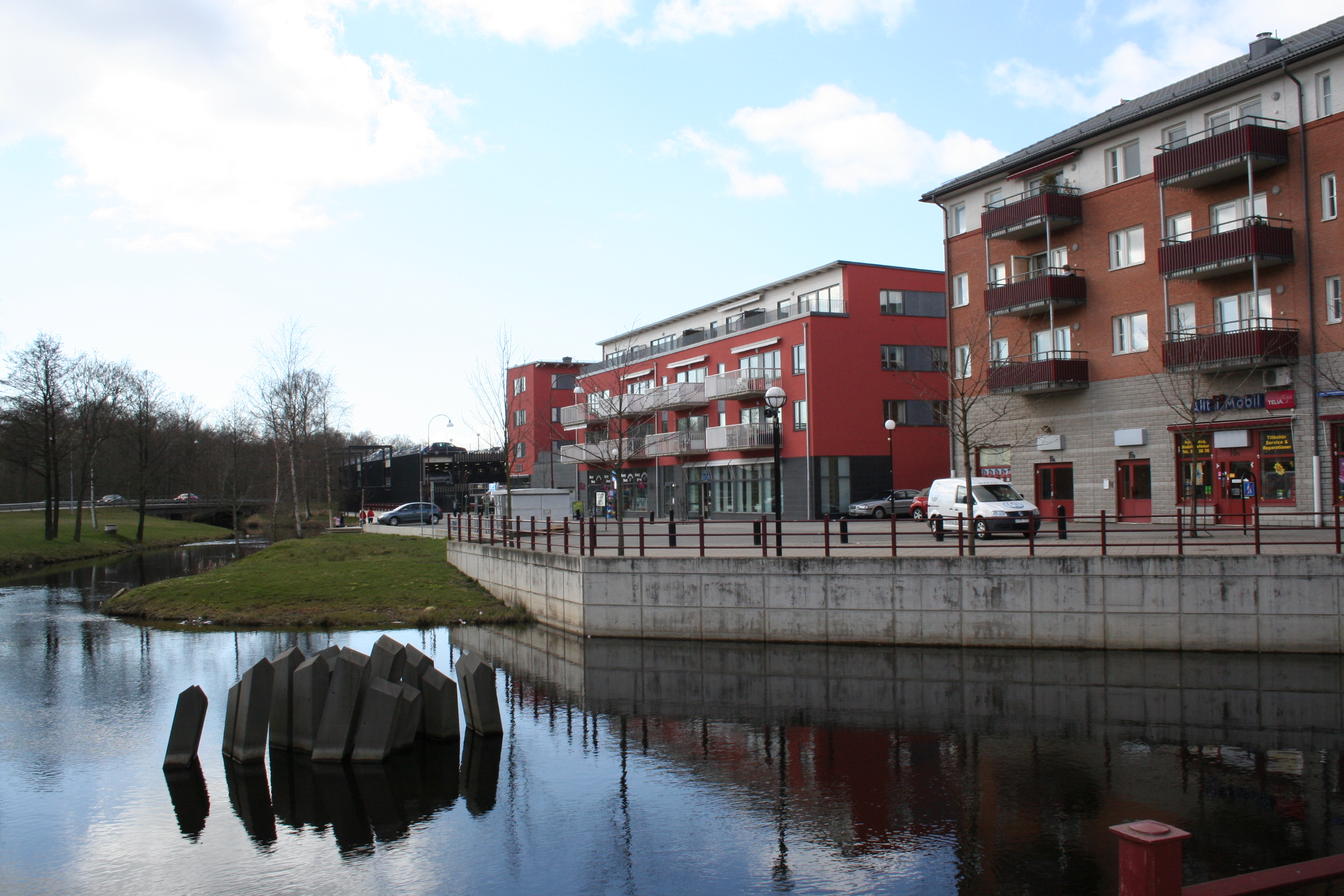
默恩呂克景色。

先人們在石器時代的時候，曾经在那裡定居。當時這裡曾經有五座湖泊，但今日已形成了一座湖泊。此座湖岸為可找到古代遺跡的地點之一。根据推測，當人們學會了農牧后，為了有良好的耕作，人們會從該地區搬遷至另一個地區。下一個已知的人類定居时间是在中世紀，這也是第一座教堂——拉達教堂建成的時候。默恩呂克在中世紀時曾经是丹麥的邊境，所以該地區會因丹麥與瑞典之間的戰爭而受到影響。
1576年，默恩呂克这个名字第一次被提到。這個名字最初是由兩個古瑞典字“ mölna ”和“ lycka ”所組成的，字面上的意思是碾磨工廠（Mill field）。这里首个磨坊建築於中世紀建成，其地點就在今日默恩呂克工廠（Mölnlycke Fabriker）所在的位置。
1849年，古斯塔夫·費迪南德·亨尼格（Gustaf Ferdinand Hennig）在这里成立默恩呂克威夫維里有限公司，是一个紡織品製造商，這對默恩呂克有很大的影響。除了能吸引更多人來此地工作外，也導致需要興建哥德堡和布羅斯之間的鐵路，今日在默恩呂克境內仍然設有一座車站。該公司現稱為默恩呂克醫療保健。

## 地理
默恩呂克海拔高度为91米，距離瑞典的第二大城市哥德堡約10公里。哥德堡在20世紀的迅速扩张可能是默恩呂克人口增加的主要原因，很多人開始在默恩呂克和哥德堡之間通勤。

## 人口
| 市       | 人口   | 其他城市 區 | 其他  | 合计   | 直轄市 人口（%） |
| -------- | ------ | ----------- | ----- | ------ | ---------------- |
| 海呂達   | 13,585 | 12,262      | 4,429 | 30,276 | 44.87            |
| 默恩达尔 | 90     | 53,389      | 2,658 | 56,137 | 0.16             |
| 合计     | 13,675 | 65,651      | 7,087 | 86,413 | 15.83            |

## 文化
默恩呂克文化中心，位於默恩呂克的中心，里面有默恩呂克圖書館，電影院和一間咖啡廳。